# 1981-es U18-as labdarúgó-Európa-bajnokság
Az 1981-es U18-as labdarúgó-Európa-bajnokság volt az első ilyen jellegű versenysorozat a 18 éven aluli labdarúgók számára. A zárókört az NSZK-ban rendezték 16 csapat részvételével 1981. május 25. és június 3. között. Az Európa-bajnoki címet a házigazda NSZK szerezte meg, miután a döntőben 1–0-ra legyőzte Lengyelországot.

## Résztvevők
A következő 16 csapat kvalifikálta magát az Európa-bajnokságra:
| A csoport      | B csoport     | C csoport     | D csoport     |
| -------------- | ------------- | ------------- | ------------- |
| Belgium        | Csehszlovákia | Bulgária      | Anglia        |
| Görögország    | Lengyelország | Dánia         | Ausztria      |
| NSZK (Rendező) | Románia       | Franciaország | Skócia        |
| Wales          | Svédország    | Olaszország   | Spanyolország |

## Csoportkör

### A csoport
| Csapat      | M | Gy | D | V | Rg | Kg | Gk | P |
| ----------- | - | -- | - | - | -- | -- | -- | - |
| NSZK        | 3 | 3  | 0 | 0 | 11 | 2  | +9 | 6 |
| Wales       | 3 | 2  | 0 | 1 | 4  | 5  | +1 | 4 |
| Belgium     | 3 | 1  | 0 | 2 | 4  | 6  | -2 | 2 |
| Görögország | 3 | 0  | 0 | 3 | 0  | 6  | -6 | 0 |

| 1981. május 25. |

| NSZK | 5 – 0   | Wales |
| ---- | ------- | ----- |
|      | (1 – 0) |       |

| Gelsenkirchen |

| 1981. május 25. |

| Belgium | 2 – 0   | Görögország |
| ------- | ------- | ----------- |
|         | (2 – 0) |             |

| Gütersloh |

| 1981. május 27. |

| NSZK | 3 – 2 | Belgium |
| ---- | ----- | ------- |
|      |       |         |

| Dortmund |

| 1981. május 27. |

| Görögország | 0 – 1 | Wales |
| ----------- | ----- | ----- |
|             |       |       |

| Herford |

| 1981. május 29. |

| NSZK | 1 – 0   | Görögország |
| ---- | ------- | ----------- |
|      | (1 – 0) |             |

| Bielefeld |

| 1981. május 29. |

| Belgium | 0 – 3   | Wales |
| ------- | ------- | ----- |
|         | (0 – 2) |       |

| Rheine |

### B csoport
| Csapat        | M | Gy | D | V | Rg | Kg | Gk | P |
| ------------- | - | -- | - | - | -- | -- | -- | - |
| Lengyelország | 3 | 2  | 1 | 0 | 7  | 3  | +4 | 5 |
| Svédország    | 3 | 0  | 3 | 0 | 3  | 3  | 0  | 3 |
| Románia       | 3 | 1  | 1 | 1 | 5  | 6  | -1 | 3 |
| Csehszlovákia | 3 | 0  | 1 | 2 | 4  | 7  | -3 | 1 |

| 1981. május 25. |

| Lengyelország | 1 – 1   | Svédország |
| ------------- | ------- | ---------- |
|               | (0 – 0) |            |

| Hagen |

| 1981. május 25. |

| Románia                            | 3 – 2   | Csehszlovákia                  |
| ---------------------------------- | ------- | ------------------------------ |
| Sertov 32' Urdica 44' Hanghiuc 78' | (1 – 1) | Pavlik 40' (11-es) Kprbela 69' |

| Hamm Játékvezető: Adolf Mathias (osztrák) |

| 1981. május 27. |

| Lengyelország                  | 3 – 1   | Románia      |
| ------------------------------ | ------- | ------------ |
| Latka 12' Dziekanowski 44' 73' | (1 – 0) | Hanghiuc 77' |

| Georg Melches stadion, Essen Játékvezető: Daniel Lambert (francia) |

| 1981. május 27. |

| Svédország | 1 – 1   | Csehszlovákia |
| ---------- | ------- | ------------- |
|            | (0 – 0) |               |

| Oberhausen |

| 1981. május 29. |

| Lengyelország | 3 – 1   | Csehszlovákia |
| ------------- | ------- | ------------- |
|               | (2 – 1) |               |

| Erkenschwick |

| 1981. május 29. |

| Svédország   | 1 – 1   | Románia     |
| ------------ | ------- | ----------- |
| Emilsson 74' | (0 – 1) | Gafencu 19' |

| Remscheid Nézőszám: 9000 Játékvezető: Günter Linn (NSZK) |

### C csoport
| Csapat        | M | Gy | D | V | Rg | Kg | Gk | P |
| ------------- | - | -- | - | - | -- | -- | -- | - |
| Franciaország | 3 | 2  | 1 | 0 | 5  | 1  | +4 | 5 |
| Dánia         | 3 | 1  | 1 | 1 | 5  | 5  | 0  | 3 |
| Olaszország   | 3 | 1  | 1 | 1 | 2  | 2  | 0  | 3 |
| Bulgária      | 3 | 0  | 1 | 2 | 2  | 6  | -4 | 1 |

| 1981. május 25. |

| Olaszország | 0 – 0 | Franciaország |
| ----------- | ----- | ------------- |
|             |       |               |

| Münster |

| 1981. május 25. |

| Bulgária | 2 – 2   | Dánia |
| -------- | ------- | ----- |
|          | (1 – 1) |       |

| Arnsberg |

| 1981. május 27. |

| Olaszország | 1 – 0 | Bulgária |
| ----------- | ----- | -------- |
|             |       |          |

| Krefeld |

| 1981. május 27. |

| Franciaország | 2 – 1 | Dánia |
| ------------- | ----- | ----- |
|               |       |       |

| Mönchengladbach |

| 1981. május 29. |

| Olaszország | 1 – 2   | Dánia |
| ----------- | ------- | ----- |
|             | (0 – 1) |       |

| Emmerich |

| 1981. május 29. |

| Franciaország | 3 – 0   | Bulgária |
| ------------- | ------- | -------- |
|               | (1 – 0) |          |

| Grevenbroich |

### D csoport
| Csapat        | M | Gy | D | V | Rg | Kg | Gk  | P |
| ------------- | - | -- | - | - | -- | -- | --- | - |
| Spanyolország | 3 | 2  | 1 | 0 | 6  | 2  | +4  | 5 |
| Skócia        | 3 | 2  | 1 | 0 | 3  | 1  | +2  | 5 |
| Anglia        | 3 | 1  | 0 | 2 | 8  | 3  | +5  | 2 |
| Ausztria      | 3 | 0  | 0 | 3 | 0  | 11 | -11 | 0 |

| 1981. május 25. |

| Ausztria | 0 – 1   | Skócia |
| -------- | ------- | ------ |
|          | (0 – 0) |        |

| Lüdenscheid |

| 1981. május 25. |

| Spanyolország         | 2 – 1   | Anglia     |
| --------------------- | ------- | ---------- |
| Romo 24' Saavedra 60' | (1 – 1) | Connor 11' |

| Siegen Játékvezető: Mircea Lucian Salomir (román) |

| 1981. május 27. |

| Ausztria | 0 – 3   | Spanyolország               |
| -------- | ------- | --------------------------- |
|          | (0 – 0) | Saavedra 45' 65' Manolo 70' |

| Leverkusen Játékvezető: Maassen |

| 1981. május 27. |

| Skócia | 1 – 0 | Anglia |
| ------ | ----- | ------ |
|        |       |        |

| Aachen |

| 1981. május 29. |

| Ausztria | 0 – 7   | Anglia |
| -------- | ------- | ------ |
|          | (0 – 2) |        |

| Bonn |

| 1981. május 29. |

| Skócia | 1 – 1   | Spanyolország |
| ------ | ------- | ------------- |
| 53'    | (0 – 0) | Baquero 49'   |

| Düren Játékvezető: Daniel Lambert (francia) |

## Egyenes kieséses szakasz

### Elődöntők
| 1981. június 1. |

| NSZK          | 1 – 1 (h. u.) | Franciaország |
| ------------- | ------------- | ------------- |
|               | (1 – 1)       |               |
| Büntetőpárbaj |               |               |
|               | 4 – 3         |               |

| Köln |

| 1981. június 1. |

| Lengyelország                                                | 0 – 0 (h. u.) | Spanyolország                                     |
| ------------------------------------------------------------ | ------------- | ------------------------------------------------- |
|                                                              |               |                                                   |
| Büntetőpárbaj                                                |               |                                                   |
| Dziekanowski Kubicki Latka Wdowczyk Grzanka Majewski Nazimek | 6 – 5         | Serrano Romo Baquero Francis Manolo Alfredo Juliá |

| Bochum Játékvezető: Roger Verhaeghe (belga) |

### 3. helyért
| 1981. június 2. |

| Franciaország               | 1 – 1 (h. u.) | Spanyolország                   |
| --------------------------- | ------------- | ------------------------------- |
| Bravo 69'                   |               | Michel 31'                      |
| Büntetőpárbaj               |               |                                 |
| Goudet Bravo Knapp Zakarian | 2 – 0         | Manolo Saavedra Baquero Francis |

| Duisburg |

### Döntő
| 1981. június 3. |

| NSZK       | 1 – 0   | Lengyelország |
| ---------- | ------- | ------------- |
| Anthes 54' | (0 – 0) |               |

| Düsseldorf Nézőszám: 56 000 Játékvezető: Adolf Mathias (osztrák) |

| Az 1981-es U18-as labdarúgó-Európa-bajnokság győztese |
| ----------------------------------------------------- |
| NSZK 1. cím                                           |